# 문화 상대주의
문화 상대주의(文化相對主義, 영어: cultural relativism)는 절대적인 진리는 있을 수 없으며 어떤 입장도 그 나름대로 옳다고 주장하는 입장이고 각 집단의 문화의 형성과 생성 배경을 상대적으로 바라보는 태도이다. 서로 다른 자연환경과 사회적 환경 속에서 문화 형성은 각기 다르게 나타날 수 있으며, 이는 문화간에는 우열이 없다라는 인식으로 나아가게 된다. 문화의 상대성을 인정하게 되는 것이다. 상대주의의 입장을 문화에 접목시킨 이론이 문화상대주의로 흑인, 백인, 황인종으로 대표되는 인류의 인종에 절대적인 우월이 우월이 없듯이 각 인류 집단이 만든 문화 또한 그 문화의 우월성을 이야기하기는 힘들 것이라는 생각이다.
문화 상대주의에서는 어느 나라의 문화가 다른 나라의 문화보다 더 우월하다는 문화절대주의를 거부한다. 모든 문화는 고유한 환경에 대응하면서 얻게 되는 한 사회의 경험 지식의 총체이며 그 나름의 존재 이유와 가치를 가지고 있다.
이렇듯 문화 상대주의는 어떤 특정 문화의 우월성이 아닌 여러 국가의 문화의 다양성을 인정하자는 의미로서, 한 문화는 그 문화가 처한 환경이나 사회적 맥락 속에서 이해를 해야 한다는 것이다. 이것은 한 문화의 절대적 우월성을 줄여 준다는 점에서 세계화 시대에 다른 문화를 이해하는데 도움을 준다.
현대 사회는 세계화가 급속히 진행됨에 따라 여러 문화의 유입과 그로 인해 다른 문화를 잘 이해하고 받아들이기 위해 문화상대주의가 중요시 되고 있다. 또한 국제결혼 및 다문화 사회 속에서 기존의 민족주의에 사로잡힌 생각으로 인한 사회적 편견등 부정적인 사회문제를 해결하기 위해 필요한 기본 소양으로 간주된다.
문화 상대주의의 이론은 1930년대 미국의 두 인류학자 베네딕트와 허스코비츠에 의해 대표적으로 주창된 이래 현재까지도 다른 문화를 이해하고자 하는 인류학자들의 기본적 인식이 되고 있다.

## 출현 배경
문화상대주의의 기원은 인류학자들의 문화진화론에 대한 관심에서부터 시작되었다.

## 부정적 효과
문화상대주의가 극단적으로 사용될 경우 순장이나 식인문화, 인간을 제물로 바치는 행동 등의 인류의 보편적 가치를 해치는 행위에 대해서도 문화상대주의라는 이름으로 이해하고 넘어가야 한다. 이를 극단적 문화상대주의라 한다. 그러므로 우리는 인권의 침해는 허용하지 않는 범위에서 타문화를 바라보아야 한다. 인간으로서의 최소한 보편적인 사회규범을 준수하는 기준으로 보아야 이러한 부작용을 막을 수 있다. 예를 들어 이슬람권의 명예살인을 들 수 있다. 그리고 인권/자유주의/민주주의는 서구사회의 문화라고 주장하며 특정 독재자들이 자국민을 억압하는 파시즘을 정당화하는 도구로 이용되기도 한다, 게다가 꼭 비윤리적인게 아니더라도 다른 민족/국가가 우리나라의 문화를 반드시 좋게 볼 이유는 없다는 것이다.

## 문화 상대주의의 예
- 힌두교는 소를 숭배하여 소고기를 먹지 않는다.

고대 인도인들은 소를 숭배하지 않았다. 소똥 등을 종교적으로 중요하게 쓰기는 했어도 소 자체를 신성하게 보지는 않았다. 인도의 옛 의서에는 소고기를 몸에 좋은 약으로 추천까지 했다. 인드라가 소고기를 좋아했다고도 한다. 그런데 인도가 영국 식민지가 되면서 외래문화가 들어오게 되자 힌두인들을 집결할 어떤 상징이 필요했고, 이런 이유로 '근대에 들어 새로히 만들어진 전통'이다.

## 극단적인 예
- 이집트 문화권에서는 순결을 잃은 여성을 가족의 명예를 더럽혔다는 이유로 가족들이 직접 살해하게하는 관습이나 혼외정사가 있다. 허나 모든 생명은 모두 존엄한 가치가 있기 때문에 문화상대주의의 예시로서는 적절하지 않을 수 있다.
- 인도의 힌두교에서는 남편이 죽으면 부인도 따라죽는 "사티"라는 풍습이 있었다.
- 명예살인: 가족, 부족, 공동체의 명예를 더럽혔다는 이유로 조직 내 구성원을 다른 사람이 살인하는 행위를 말하며, 명예를 지키기 위한 이유가 살인을 정당화할 수 있다는 명분으로 자행된다.

## 평가
문화 상대주의는 사람들이 타 문화에 대해 평가할 때 그 기준이 절대적으로 이성적이라 가정하는 것이 그렇지 않을 수 있음을 상기하며, 이로써 독단주의에 빠지는 것을 막아주는데 중요한 역할을 한다고 윤리학자들은 평가한다. 사람들이 특정 문화를 평가할 때 내세우는 기준은 대개 당사자들이 속해 있는 사회의 관습으로부터 비롯된 것이 대부분이기에 어떠한 경우든 절대적으로 옳은 논리라 가정할 수는 없는 것인데, 이는 평가 대상이 된 것 또한 그것이 속한 문화의 관습에서 나온 것이기 때문에 평가자가 내세운 기준이나 그것이 속한 관습 및 가치에 비해 열등하다고만 볼 수는 없기 때문이다. 이러한 의미로 인해, 교과서와 같은 초급 윤리학 교양서 등에서는 문화 상대주의를 타 문화 및 가치를 평가할 때 상기해야 할 기본적인 개념이자 태도로서 강조하는 경향이 강하다.
그러나 문화 상대주의 또한 전적으로 옳다고 할 수는 없는 이론으로 평가받는다. 그 이유는 다음과 같다. 우선 문화 상대주의는 문화 차이성 논증이라는 다음과 같은 논증을 바탕으로 하고 있는 도덕이론이다.
- 서로 다른 사회에는 서로 다른 도덕률이 존재한다.
- 따라서 도덕성에는 객관적인 진실이란 존재하지 않으며, 옳고 그름은 관점의 문제일 뿐이다. 이는 문화마다 다르다.

이러한 논증에 대해 제임스 레이첼스는 단지 각 사회에 다른 도덕률이 존재한다고 해서 객관적인 진실이 없다는 결론이 도출되지는 않기 때문에, 이 논리는 옳다고 할 수 없다고 주장했다. 각기 다른 도덕률이 존재한다고 해도, 그 도덕률 중 어느 것은 옳을 수 있는 반면 어느 것은 옳지 않을 수 있다는 것이다. 이를 그대로 받아들일 경우, 타 사회의 극단적인 문화적 관습이 도덕적으로 옳지 않다고 주장할 수 없으며, 우리 사회의 관습 또한 우리 사회의 도덕률에 의거하여 평가하여야 하는데, 특정 사회의 관습은 그 사회의 도덕률에서 비롯된 것이므로 심지어 우리 사회의 관습조차 도덕적으로 그르다고 평가할 수 없게 된다. 이렇게 되면 각 사회의 관습은 도덕적으로 옳은 방향으로 진보해간다는 통념조차 믿을 수 없게 된다.
이러한 문제점으로 인해, 문화 상대주의는 그 자체로서 무조건적으로 받아들일 수는 없으며, 받아들이는 과정에서 특정 문화의 관습에 대해 그것이 생겨난 배경을 살펴볼 필요가 있다고 윤리학자들은 주장한다. 각각의 문화적 관습은 그 문화의 필요 및 이익을 위하여 생겨났는지를 알아볼 필요가 있으며, 이에 부합하지 않고 비합리적인 이유로 발생한 경우라면 비판을 가할 필요가 있다는 것이다. 예를 들어 아프리카 일부 민족의 식인관습은 타 민족과 마찬가지로 부모를 존경함을 달리 표현하는 것으로 평가할 수 있는 반면, 일부 아프리카 국가들의 여성할례와 같은 경우 그 자체의 의미로 인해 치러야 하는 위생적 문제로 인한 대가가 큰 비효율적 관습이기 때문에 지양할 필요가 있다.

## 같이 보기
- 자문화중심주의
- 문화제국주의
- 다문화주의
- 고정관념